# Tetratoma baudueri
Tetratoma baudueri es una especie de coleóptero de la familia Tetratomidae.

## Distribución geográfica
Habita en Europa.